# Кубок Англії з футболу 1993—1994
Кубок Англії з футболу 1993—1994 — 113-й розіграш найстарішого футбольного турніру у світі, Кубка виклику Футбольної Асоціації, також відомого як Кубок Англії.

## Кваліфікаційні раунди
Усі клуби, що беруть участь у змаганнях, але не грають Прем'єр-лізі або в Чемпіоншипі повинні пройти кваліфікаційні раунди.

## Перший раунд
На цій стадії турніру починають грати клуби з Першої та Другої ліг.
| Дата                      | Господарі              | Рахунок      | Гості                    |
| ------------------------- | ---------------------- | ------------ | ------------------------ |
| 12 листопада              | Лік Таун               | 2:2          | Віган Атлетік            |
| 30 листопада Перегравання | Віган Атлетік          | 3:0          | Лік Таун                 |
| 13 листопада              | Єдінг                  | 0:0          | Джиллінгем               |
| 30 листопада Перегравання | Джиллінгем             | 3:1          | Єдінг                    |
| 13 листопада              | Рексем                 | 1:1          | Волсолл                  |
| 23 листопада Перегравання | Волсолл                | 2:0          | Рексем                   |
| 13 листопада              | Вокінг                 | 2:2          | Вестон-сьюпер-Мейр       |
| 23 листопада Перегравання | Вестон-сьюпер-Мейр     | 0:1          | Вокінг                   |
| 13 листопада              | Віттон Альбіон         | 0:2          | Лінкольн Сіті            |
| 13 листопада              | Телфорд Юнайтед        | 1:1          | Гаддерсфілд Таун         |
| 23 листопада Перегравання | Гаддерсфілд Таун       | 1:0          | Телфорд Юнайтед          |
| 13 листопада              | Свонсі Сіті            | 1:1          | Нанітон Боро             |
| 23 листопада Перегравання | Нанітон Боро           | 2:1          | Свонсі Сіті              |
| 13 листопада              | Стейлібрідж Селтік     | 1:1          | Мерайн                   |
| 29 листопада Перегравання | Мерайн                 | 4:4 пен. 2:4 | Стейлібрідж Селтік       |
| 13 листопада              | Слау Таун              | 1:2          | Торкі Юнайтед            |
| 13 листопада              | Шрусбері Таун          | 1:1          | Донкастер Роверз         |
| 1 грудня Перегравання     | Донкастер Роверз       | 1:2          | Шрусбері Таун            |
| 13 листопада              | Скарборо               | 1:0          | Бері                     |
| 13 листопада              | Регбі Таун             | 0:3          | Брентфорд                |
| 13 листопада              | Ротергем Юнайтед       | 1:2          | Стокпорт Каунті          |
| 13 листопада              | Порт Вейл              | 2:0          | Блекпул                  |
| 13 листопада              | Нортгемптон Таун       | 1:2          | Бромсгроув Роверз        |
| 13 листопада              | Моулсі                 | 0:4          | Бат Сіті                 |
| 13 листопада              | Метрополітен Поліс     | 0:2          | Кроулі Таун              |
| 13 листопада              | Марлоу                 | 0:2          | Плімут Аргайл            |
| 13 листопада              | Менсфілд Таун          | 1:2          | Престон Норт-Енд         |
| 13 листопада              | Маклсфілд Таун         | 2:0          | Гартліпул Юнайтед        |
| 13 листопада              | Лейтон Орієнт          | 2:1          | Грейвсенд енд Норсфліт   |
| 13 листопада              | Ноуслі Юнайтед         | 1:4          | Карлайл Юнайтед          |
| 13 листопада              | Кіддермінстер Гарріерз | 3:0          | Кеттерінг Таун           |
| 13 листопада              | Гретна                 | 2:3          | Болтон Вондерерз         |
| 13 листопада              | Фарнборо               | 1:3          | Ексетер Сіті             |
| 13 листопада              | Енфілд                 | 0:0          | Кардіфф Сіті             |
| 30 листопада Перегравання | Кардіфф Сіті           | 1:0          | Енфілд                   |
| 13 листопада              | Кру Александра         | 4:2          | Дарлінгтон               |
| 13 листопада              | Колчестер Юнайтед      | 3:4          | Саттон Юнайтед           |
| 13 листопада              | Честерфілд             | 0:1          | Рочдейл                  |
| 13 листопада              | Кембридж Юнайтед       | 0:0          | Редінг                   |
| 24 листопада Перегравання | Редінг                 | 1:2          | Кембридж Юнайтед         |
| 13 листопада              | Бернлі                 | 0:0          | Йорк Сіті                |
| 30 листопада Перегравання | Йорк Сіті              | 2:3          | Бернлі                   |
| 13 листопада              | Бредфорд Сіті          | 0:0          | Честер Сіті              |
| 30 листопада Перегравання | Честер Сіті            | 1:0          | Бредфорд Сіті            |
| 13 листопада              | Борнмут                | 4:2          | Брайтон енд Гоув Альбіон |
| 13 листопада              | Барнет                 | 2:1          | Каршолтон Атлетік        |
| 14 листопада              | Галіфакс Таун          | 2:1          | Вест-Бромвіч Альбіон     |
| 14 листопада              | Кембридж Сіті          | 0:1          | Герефорд Юнайтед         |
| 14 листопада              | Бристоль Роверз        | 1:2          | Вікем Вондерерз          |
| 14 листопада              | Аккрінгтон Стенлі      | 2:3          | Сканторп Юнайтед         |
| 14 листопада              | Йовіл Таун             | 1:0          | Фулгем                   |
| 23 листопада              | Ранкорн                | 0:2          | Галл Сіті                |

## Другий раунд
До другого раунду увійшли переможці першого раунду. 
| Дата                   | Господарі              | Рахунок      | Гості              |
| ---------------------- | ---------------------- | ------------ | ------------------ |
| 3 грудня               | Порт Вейл              | 1:0          | Гаддерсфілд Таун   |
| 4 грудня               | Йовіл Таун             | 0:2          | Бромсгроув Роверз  |
| 4 грудня               | Вікем Вондерерз        | 1:0          | Кембридж Юнайтед   |
| 4 грудня               | Віган Атлетік          | 1:0          | Скарборо           |
| 4 грудня               | Волсолл                | 1:1          | Сканторп Юнайтед   |
| 14 грудня Перегравання | Сканторп Юнайтед       | 0:0 пен. 7:6 | Волсолл            |
| 4 грудня               | Торкі Юнайтед          | 0:1          | Саттон Юнайтед     |
| 4 грудня               | Стокпорт Каунті        | 5:1          | Галіфакс Таун      |
| 4 грудня               | Шрусбері Таун          | 0:1          | Престон Норт-Енд   |
| 4 грудня               | Плімут Аргайл          | 2:0          | Джиллінгем         |
| 4 грудня               | Лінкольн Сіті          | 1:3          | Болтон Вондерерз   |
| 4 грудня               | Лейтон Орієнт          | 1:1          | Ексетер Сіті       |
| 14 грудня Перегравання | Ексетер Сіті           | 2:2 пен. 5:4 | Лейтон Орієнт      |
| 4 грудня               | Кіддермінстер Гарріерз | 1:0          | Вокінг             |
| 4 грудня               | Кру Александра         | 2:1          | Маклсфілд Таун     |
| 4 грудня               | Кроулі Таун            | 1:2          | Барнет             |
| 4 грудня               | Честер Сіті            | 2:0          | Галл Сіті          |
| 4 грудня               | Карлайл Юнайтед        | 3:1          | Стейлібрідж Селтік |
| 4 грудня               | Бернлі                 | 4:1          | Рочдейл            |
| 4 грудня               | Брентфорд              | 1:3          | Кардіфф Сіті       |
| 4 грудня               | Борнмут                | 1:1          | Нанітон Боро       |
| 14 грудня Перегравання | Нанітон Боро           | 0:1          | Борнмут            |
| 5 грудня               | Бат Сіті               | 2:1          | Герефорд Юнайтед   |

## Третій раунд
Переможці другого раунду зіграли з усіма командами з Прем'єр-ліги та Чемпіоншипу.
| Дата                  | Господарі               | Рахунок      | Гості                  |
| --------------------- | ----------------------- | ------------ | ---------------------- |
| 8 січня               | Вікем Вондерерз         | 0:2          | Норвіч Сіті            |
| 8 січня               | Вулвергемптон Вондерерз | 1:0          | Крістал Пелес          |
| 8 січня               | Вімблдон                | 3:0          | Сканторп Юнайтед       |
| 8 січня               | Вест Гем Юнайтед        | 2:1          | Вотфорд                |
| 8 січня               | Свіндон Таун            | 1:1          | Іпсвіч Таун            |
| 18 січня Перегравання | Іпсвіч Таун             | 2:1          | Свіндон Таун           |
| 8 січня               | Сандерленд              | 1:1          | Карлайл Юнайтед        |
| 18 січня Перегравання | Карлайл Юнайтед         | 0:1          | Сандерленд             |
| 8 січня               | Сток Сіті               | 0:0          | Бат Сіті               |
| 18 січня Перегравання | Бат Сіті                | 1:4          | Сток Сіті              |
| 8 січня               | Стокпорт Каунті         | 2:1          | Квінз Парк Рейнджерс   |
| 8 січня               | Саутгемптон             | 1:1          | Порт Вейл              |
| 18 січня Перегравання | Порт Вейл               | 1:0          | Саутгемптон            |
| 8 січня               | Шеффілд Венсдей         | 1:1          | Ноттінгем Форест       |
| 19 січня Перегравання | Ноттінгем Форест        | 0:2          | Шеффілд Венсдей        |
| 8 січня               | Престон Норт-Енд        | 2:1          | Борнмут                |
| 8 січня               | Плімут Аргайл           | 1:0          | Честер Сіті            |
| 8 січня               | Пітерборо Юнайтед       | 1:1          | Тоттенгем Готспур      |
| 19 січня Перегравання | Тоттенгем Готспур       | 1:1 пен. 5:4 | Пітерборо Юнайтед      |
| 8 січня               | Оксфорд Юнайтед         | 2:0          | Транмер Роверз         |
| 8 січня               | Олдем Атлетік           | 2:1          | Дербі Каунті           |
| 8 січня               | Ноттс Каунті            | 3:2          | Саттон Юнайтед         |
| 8 січня               | Ньюкасл Юнайтед         | 2:0          | Ковентрі Сіті          |
| 8 січня               | Манчестер Сіті          | 4:1          | Лестер Сіті            |
| 8 січня               | Лідс Юнайтед            | 3:1          | Кру Александра         |
| 8 січня               | Грімсбі Таун            | 1:0          | Віган Атлетік          |
| 8 січня               | Ексетер Сіті            | 0:1          | Астон Вілла            |
| 8 січня               | Чарльтон Атлетік        | 3:0          | Бернлі                 |
| 8 січня               | Кардіфф Сіті            | 2:2          | Мідлсбро               |
| 19 січня Перегравання | Мідлсбро                | 1:2          | Кардіфф Сіті           |
| 8 січня               | Бромсгроув Роверз       | 1:2          | Барнслі                |
| 8 січня               | Болтон Вондерерз        | 1:1          | Евертон                |
| 19 січня Перегравання | Евертон                 | 2:3          | Болтон Вондерерз       |
| 8 січня               | Блекберн Роверз         | 3:3          | Портсмут               |
| 19 січня Перегравання | Портсмут                | 1:3          | Блекберн Роверз        |
| 8 січня               | Бірмінгем Сіті          | 1:2          | Кіддермінстер Гарріерз |
| 8 січня               | Барнет                  | 0:0          | Челсі                  |
| 19 січня Перегравання | Челсі                   | 4:0          | Барнет                 |
| 9 січня               | Шеффілд Юнайтед         | 0:1          | Манчестер Юнайтед      |
| 10 січня              | Міллволл                | 0:1          | Арсенал                |
| 18 січня              | Лутон Таун              | 1:0          | Саутенд Юнайтед        |
| 19 січня              | Бристоль Сіті           | 1:1          | Ліверпуль              |
| 25 січня Перегравання | Ліверпуль               | 0:1          | Бристоль Сіті          |

## Четвертий раунд
У цьому раунді зіграли переможці попереднього етапу.
| Дата                  | Господарі              | Рахунок | Гості                   |
| --------------------- | ---------------------- | ------- | ----------------------- |
| 29 січня              | Вімблдон               | 1:0     | Сандерленд              |
| 29 січня              | Порт Вейл              | 0:2     | Вулвергемптон Вондерерз |
| 29 січня              | Плімут Аргайл          | 2:2     | Барнслі                 |
| 9 лютого Перегравання | Барнслі                | 1:0     | Плімут Аргайл           |
| 29 січня              | Оксфорд Юнайтед        | 2:2     | Лідс Юнайтед            |
| 9 лютого Перегравання | Лідс Юнайтед           | 2:3     | Оксфорд Юнайтед         |
| 29 січня              | Олдем Атлетік          | 0:0     | Сток Сіті               |
| 9 лютого Перегравання | Сток Сіті              | 0:1     | Олдем Атлетік           |
| 29 січня              | Ноттс Каунті           | 1:1     | Вест Гем Юнайтед        |
| 9 лютого Перегравання | Вест Гем Юнайтед       | 1:0     | Ноттс Каунті            |
| 29 січня              | Ньюкасл Юнайтед        | 1:1     | Лутон Таун              |
| 9 лютого Перегравання | Лутон Таун             | 2:0     | Ньюкасл Юнайтед         |
| 29 січня              | Кіддермінстер Гарріерз | 1:0     | Престон Норт-Енд        |
| 29 січня              | Іпсвіч Таун            | 3:0     | Тоттенгем Готспур       |
| 29 січня              | Грімсбі Таун           | 1:2     | Астон Вілла             |
| 29 січня              | Челсі                  | 1:1     | Шеффілд Венсдей         |
| 9 лютого Перегравання | Шеффілд Венсдей        | 1:3     | Челсі                   |
| 29 січня              | Чарльтон Атлетік       | 0:0     | Блекберн Роверз         |
| 8 лютого Перегравання | Блекберн Роверз        | 0:1     | Чарльтон Атлетік        |
| 29 січня              | Кардіфф Сіті           | 1:0     | Манчестер Сіті          |
| 30 січня              | Норвіч Сіті            | 0:2     | Манчестер Юнайтед       |
| 31 січня              | Болтон Вондерерз       | 2:2     | Арсенал                 |
| 9 лютого Перегравання | Арсенал                | 1:3     | Болтон Вондерерз        |
| 8 лютого              | Стокпорт Каунті        | 0:4     | Бристоль Сіті           |

## П'ятий раунд
На цьому етапі зіграли переможці попереднього раунду.
| Дата                   | Господарі               | Рахунок | Гості                   |
| ---------------------- | ----------------------- | ------- | ----------------------- |
| 19 лютого              | Вулвергемптон Вондерерз | 1:1     | Іпсвіч Таун             |
| 2 березня Перегравання | Іпсвіч Таун             | 1:2     | Вулвергемптон Вондерерз |
| 19 лютого              | Оксфорд Юнайтед         | 1:2     | Челсі                   |
| 19 лютого              | Олдем Атлетік           | 1:0     | Барнслі                 |
| 19 лютого              | Кіддермінстер Гарріерз  | 0:1     | Вест Гем Юнайтед        |
| 19 лютого              | Бристоль Сіті           | 1:1     | Чарльтон Атлетік        |
| 2 березня Перегравання | Чарльтон Атлетік        | 2:0     | Бристоль Сіті           |
| 20 лютого              | Вімблдон                | 0:3     | Манчестер Юнайтед       |
| 20 лютого              | Кардіфф Сіті            | 1:2     | Лутон Таун              |
| 20 лютого              | Болтон Вондерерз        | 1:0     | Астон Вілла             |

## Шостий раунд
На цьому етапі зіграли переможці попереднього раунду.
| Дата                    | Господарі         | Рахунок | Гості                   |
| ----------------------- | ----------------- | ------- | ----------------------- |
| 12 березня              | Манчестер Юнайтед | 3:1     | Чарльтон Атлетік        |
| 12 березня              | Болтон Вондерерз  | 0:1     | Олдем Атлетік           |
| 13 березня              | Челсі             | 1:0     | Вулвергемптон Вондерерз |
| 15 березня              | Вест Гем Юнайтед  | 0:0     | Лутон Таун              |
| 23 березня Перегравання | Лутон Таун        | 3:2     | Вест Гем Юнайтед        |

## Півфінали
У півфіналах зіграли команди, що перемогли на попередньому етапі.
| Дата                   | Господарі         | Рахунок | Гості         |
| ---------------------- | ----------------- | ------- | ------------- |
| 9 квітня               | Челсі             | 2:0     | Лутон Таун    |
| 9 квітня               | Манчестер Юнайтед | 1:1     | Олдем Атлетік |
| 13 квітня Перегравання | Манчестер Юнайтед | 4:1     | Олдем Атлетік |

## Фінал
| 14 травня 1994 15:00 BST |

| «Челсі» | 0–4      | «Манчестер Юнайтед»                                   |
| ------- | -------- | ----------------------------------------------------- |
|         | Протокол | Кантона 60' (пен.), 66' (пен.) Г'юз 69' Макклер 90+2' |

| Вемблі, Лондон Глядачів: 79 634 Арбітр: Девід Еллерей |